# Tysobykeň
Tysobykeň, česky dříve Bekeň, ukrajinsky Тисобикень, maďarsky Tiszabökény nebo také jen Bökény, je osada obce Pyjterfolvo v Pyjterfolvivské vesnické komunitě v okrese Berehovo v Zakarpatské oblasti Ukrajiny. Tysobykeň leží u ukrajinsko-maďarské hranice; sousedí s maďarskou obcí Magosliget. V roce 2001 zde žilo 2216 obyvatel, z toho 2164 (97,65 %) obyvatel bylo maďarské národnosti.

## Historie
V 19. století zemřela polovina obyvatel vesnice na epidemii cholery. Ves hodně utrpěla povodněmi. Začátkem 20. století značný počet zdejších obyvatel odešel za prací do USA, Francie a Belgie. Po skončení první světové války se obec jako součást Podkarpatské Rusi stala součástí nově vzniklého Československa. V roce 1930 zde žilo 942 obyvatel. V roce 1938 byla obec (tehdy pod názvem Bekeň) v důsledku první vídeňské arbitráže přičleněna k Maďarsku. Po skončení druhé světové války byla obec postoupena Sovětskému svazu. Výnosem prezidia Nejvyšší rady Ukrajinské SSR ze dne 25. června 1946 bylo provedeno přejmenování osad Bekeň na Bobove (ukrajinsky Бобове) a Forkošfolvo (ukrajinsky Форкошфолво, maďarsky Farkasfalva) na Vovčanske (ukrajinsky Вовчанське). Rozhodnutím ze dne 15.4.1967 pak bylo provedeno oficiální sjednocení obce Vovčanske s obcí Bobove. Až do roku 1971 bylo Bobove centrem obecní rady, která zahrnovala také vesnici Vovčanske. Od roku 1995 se obec nazývá Tysobykeň. V roce 1998 byla v důsledku povodně Tysobykeň postižena nejvíce, bylo zničeno 344 domů.

## Turistické zajímavosti
- V obci je muzejní komplex,[3] který se skládá ze dvou muzeí – skanzenu a historického muzea, byl otevřen v roce 1970. Historické muzeum se nachází v bývalém paláci hrabat Fogoroši, postaveném v neoklasicistním stylu. Zámecký soubor vznikl v 90. letech 19. století, z té doby se kromě paláce dochoval park s platany a lipami a rodová hraběcí kaple (dnes fungující řeckokatolický kostel). Expozici muzea představují exponáty, které vyprávějí o historii regionu od „župy“ až po současnost. Zajímavá je především expozice lidové keramiky, vídeňského barokního nábytku a suvenýrový sál. Muzeum disponuje konferenčním sálem s 50 místy, který lze využít pro semináře a školení.
- Kostel sv. Archanděla Michaela z roku 1770.
- V obci byl vztyčen pamětní sloup s Turulem, a to na počest boje kuruců, pod vedením Františka II. Rákócziho, za svobodu a nezávislost.